# Chris Roberts (football)
Pour les articles homonymes, voir Chris Roberts (homonymie) et Roberts.
Chris Roberts (né à Wrexham au pays de Galles le 14 août 1985) est un footballeur gallois évoluant au poste de défenseur dans le club de Bangor City.
Il est champion du pays de Galles 2010-2011.

## Biographie
Après avoir commencé sa carrière avec de petits clubs gallois, dont le plus notable est le NEWI Cefn Druids, il est transféré à Rhyl en novembre 2006. Libéré à la fin de la saison par le manager du club Alan Bickerstaff, il signe en août 2009 à Bangor City.

## Palmarès
Bangor City
- Championnat
  - Vainqueur : 2011.
- Coupe du pays de Galles
  - Vainqueur : 2010.